# Aber
Aber är en community i Storbritannien. Den ligger i kommunen Gwynedd och riksdelen Wales, i den sydvästra delen av landet, 300 km nordväst om huvudstaden London.
Samhället i Aber community heter Abergwyngregyn.